# 조 리버먼
조지프 이저도어 "조" 리버먼(영어: Joseph Isadore "Joe" Lieberman, 1942년 2월 24일 ~ 2024년 3월 27일)은 미국의 정치인이다. 2000년 대통령 선거에 앨 고어의 러닝메이트로 민주당 부통령 후보로 출마했다 낙선했다.
코네티컷주 스탬포드의 유대인 집안에서 태어났다. 예일 대학교에서 경제학·정치학을 전공했으며, 예일 로스쿨 졸업 후 변호사로 활동했다. 민주당 소속으로 코네티컷 주상원의원으로 재직했으며, 1983년 ~ 1989년 주 법무장관을 지냈다. 1988년 연방 상원의원 선거에 출마, 당선되어 그 이듬해부터 재직했다. 상원에서 민주당의 중도파 중 대표적인 의원으로 널리 알려졌다. 그는 1998년 모니카 르윈스키 스캔들 때, 민주당 소속 상원의원으로는 처음으로 빌 클린턴 대통령을 공개적으로 비난했다.
2000년 대통령 선거에서 중도적인 무난한 인물로 앨 고어의 러닝메이트로 부통령 후보로 출마했다. 그는 정통파 유대교 신자로, 미국에서 유대교 신자로는 처음으로 당선 가능성이 있는 주요 정당 소속의 부통령 후보로 출마했다. 이에 따라 그가 당선되면 미국에서 유대교도로는 가장 높은 지위에 오를 수 있게 될 것이었다. 그러나 재검표까지 가는 소동끝에 공화당의 조지 W. 부시 후보와 딕 체니 후보에게 패했다. 함께 치러진 상원의원 선거에 동시에 출마하여 그는 상원의원 직위는 계속 유지할 수 있었다. 2004년 대통령 선거에 도전했으나, 민주당 예비선거에서 저조한 득표율을 올렸다.
조지 W. 부시 대통령 집권때에도 계속 중도적인 입장을 유지하며, 민주당과 공화당 양 당으로부터 무난한 인물이라는 평가를 받았다. 그러나 이라크 전쟁을 민주당 내에서도 가장 강력히 지지하는 입장을 보인 것이 후에 반발을 불러일으켰으며, 결국 그는 2006년 주 예비선거에서 무명의 후보에게 패하는 이변을 연출하게 되었다. 그는 예비선거 결과에는 승복하나, 상원의원 직위는 포기할 수 없다며 민주당을 탈당하고 무소속으로 선거에 출마하였다. 공화당은 별도의 후보를 냈으나, 당선 가능성이 낮아 공화당 인사들도 공화당 후보 대신 무소속의 그를 지지하는 경우가 많았다. 코네티컷주 내에서는 지지자들이 '코네티컷을 위한 리버먼(Connecticut for Lieberman)'이라는 정당을 만들어 선거 운동을 했다. 결국 선거에서 민주당 후보를 근소한 차로 제치고 상원의원직을 유지하여 무소속 의원으로 활동하고 있다.
무소속 의원이지만 2007년부터 시작된 새 상원 회기에서 민주당쪽에 배정된 국토안보 및 정무위원회 위원장으로 임명되는 등 민주당과 여전히 관계를 유지했으며, 의회 표결에서도 대체로 민주당 입장에 보조를 맞추었다. 그러나 2008년 대통령 선거에서는 민주당의 버락 오바마 후보 대신 공화당의 존 매케인 후보를 지지하여 또다시 배신자 논란에 휩싸였으며, 공화당 전당대회 참석해 존 매케인 후보를 지지하는 연설까지 하였다. 버락 오바마 후보 당선 후 다시 민주당과 관계를 다소 회복, 그는 새 상원 회기에서 계속 민주당쪽에 배정된 국토안보 및 정무위원회 위원장직을 유지하였다.

## 역대 선거 결과
| 선거명      | 직책명                        | 대수  | 정당   | 득표율 | 득표수 (선거인단)    | 결과 | 당락                     |
| ----------- | ----------------------------- | ----- | ------ | ------ | -------------------- | ---- | ------------------------ |
| 1970년 선거 | 상원의원 (코네티컷 제11부)    | 98대  | 민주당 | 69.65% | 14,956표             | 1위  | 코네티컷 주의원 당선     |
| 1972년 선거 | 상원의원 (코네티컷 제10부)    | 99대  | 민주당 | 63.10% | 19,548표             | 1위  | 코네티컷 주의원 당선     |
| 1974년 선거 | 상원의원 (코네티컷 제10부)    | 100대 | 민주당 | 74.53% | 16,221표             | 1위  | 코네티컷 주의원 당선     |
| 1976년 선거 | 상원의원 (코네티컷 제10부)    | 101대 | 민주당 | 68.55% | 19,240표             | 1위  | 코네티컷 주의원 당선     |
| 1978년 선거 | 상원의원 (코네티컷 제10부)    | 102대 | 민주당 | 75.44% | 14,741표             | 1위  | 코네티컷 주의원 당선     |
| 1980년 선거 | 하원의원 (코네티컷 제3선거구) | 97대  | 민주당 | 46.46% | 103,903표            | 2위  | 낙선                     |
| 1982년 선거 | 코네티컷 법무장관             | 21대  | 민주당 | 58.13% | 601,711표            | 1위  | 코네티컷주 법무장관 당선 |
| 1986년 선거 | 코네티컷 법무장관             | 21대  | 민주당 | 64.68% | 613,742표            | 1위  | 코네티컷주 법무장관 당선 |
| 1988년 선거 | 상원의원 (코네티컷 제1부)     | 101대 | 민주당 | 49.76% | 688,499표            | 1위  | 코네티컷주 상원의원 당선 |
| 1994년 선거 | 상원의원 (코네티컷 제1부)     | 104대 | 민주당 | 67.04% | 723,842표            | 1위  | 코네티컷주 상원의원 당선 |
| 2000년 선거 | 상원의원 (코네티컷 제1부)     | 107대 | 민주당 | 63.21% | 828,902표            | 1위  | 코네티컷주 상원의원 당선 |
| 2000년 선거 | 미국의 부통령                 | 46대  | 민주당 | 48.39% | 50,999,897표 (266명) | 2위  | 낙선                     |
| 2006년 선거 | 상원의원 (코네티컷 제1부)     | 110대 | 무소속 | 49.71% | 564,095표            | 1위  | 코네티컷주 상원의원 당선 |